# Valerano IV di Limburgo
Valerano di Limburgo (1222 circa – 1279) fu Duca di Limburgo e Conte di Arlon dal 1247 alla sua morte.

## Origine
Valerano, come ci viene confermato dal documento n° CLII della Histoire du Limbourg, vol VI: Codex diplomaticus Valkenburgensis. era figlio del conte consorte di Berg, Duca di Limburgo e Conte di Arlon, Enrico IV, e della Contessa di Berg, Ermengarda di Berg, figlia ed erede del Conte di Berg, Adolfo VI, come viene confermato dal Cæsarii Heisterbacensis Vita sancti Engelberti Archiepiscopi Colonie (non consultato), ed anche dal documento n° CLII della Histoire du Limbourg, vol VI: Codex diplomaticus Valkenburgensis., del 1237, inerente ad una donazione fatta da Enrico assieme alla sua matrigna, Ermesinda, fa riferimento ai genitori di Ermengarda: Adolfo (Adolfo VI di Berg) e Berta (Berta von Sayn).
Enrico IV di Limburgo, come ci viene confermato dal documento n° CLII della Histoire du Limbourg, vol VI: Codex diplomaticus Valkenburgensis. era figlio del Duca di Limburgo e Conte di Arlon, Valerano III, e di Cunegonda di Lorena, figlia del Duca di Lorena, Federico I (secondo la Chronica Albrici Monachi Trium Fontium era figlio del Duca di Lorena, Mattia I e della moglie Giuditta detta anche Berta, nipote del re di Germania, Corrado III di Svevia) e della moglie (come viene confermato dal Chronicon Polono-Silesiacum), Wierchosława Ludmilla, figlia di Mieszko III di Polonia, come viene confermato dalla Chronica Albrici Monachi Trium Fontium.

## Biografia
Secondo John Allyne Gade, nel suo Luxembourg in the Middle Ages (non consultato), nel 1225, alla morte del prozio materno, Engelberto II, Arcivescovo di Colonia, reggente della contea di Berg, i suoi genitori, Enrico IV e Ermengarda, presero possesso della contea, con l'approvazione dell'imperatore, Federico II di Svevia, di cui Enrico IV fu fervido sostenitore.
Sempre John Allyne Gade, nel suo Luxembourg in the Middle Ages (non consultato), suo nonno, Valerano III aveva aderito alla sesta crociata indetta, nel 1224, da Papa Onorio III e, nel 1225, aveva raggiunto, l'imperatore, Federico II di Svevia, nel regno di Sicilia, e dato che la partenza per la crociata era stata rimandata, Valerano decise di rientrare nel suo ducato, ma, durante il viaggio di ritorno morì a Cremona. Secondo il Chronicon Lamberti Parvi, a Reinerio Monacho Continuatum, 1225, Veterum Scriptorum, Tome V (non consultato), Valerano morì nel 1225, mentre secondo la Chronica Albrici Monachi Trium Fontium Valerano III (Walerannus de Ardenna dux) morì, nel 1226, cinque anni dopo il padre, Enrico III (Henricus de Lemborg), e fu tumulato nell'Abbazia di Rolduc a Kerkrade.
Suo padre, Enrico gli succedette nel ducato di Limburgo, come Enrico IV e fu con Federico II alla sesta crociata.
Valerano viene citato insieme alla moglie, Giuditta di Cleves nel documento n° CLII della Histoire du Limbourg, vol VI: Codex diplomaticus Valkenburgensis., del 1237, inerente ad una donazione fatta dal padre Enrico IV assieme alla seconda moglie del nonno, Ermesinda, ed anche nel documento n° 290 del Niederrheins Urkundenbuch, Band II, del 1244, inerente ad una donazione all'abbazia di Vrundenberg, assieme ai genitori, Enrico IV e Ermengarda, ed al fratello, Adolfo. 
Enrico IV morì il 25 febbraio 1247 e gli succedette il figlio maggiore, Adolfo, come Adolfo VII Conte di Berg, ed il figlio minore, Valerano, come Valerano IV Duca di Limburgo.
Valerano, a differenza del padre, sostenitore degli Hohenstaufen, fu sostenitore dei re di Germania Guglielmo II d'Olanda e poi di Riccardo di Cornovaglia. Come sostenitore di Guglielmo II d'Olanda, nella Guerra di successione delle Fiandre e dell'Hainaut si schierò con Giovanni d'Avesnes contro la Casa dei Dampierre; il documento n° CLXXXVI della Histoire du Limbourg, vol VI: Codex diplomaticus Valkenburgensis., del 1248, menziona la cessione a Valerano della città di Duisburg da parte di Guglielmo II, per l'aiuto che gli procura contro i suoi nemici.
Valerano compare inoltre, da solo, o insieme alla moglie Giuditta in vari documenti della Histoire du Limbourg, vol VI: Codex diplomaticus Valkenburgensis.: dal documento n° CLXXXVII, del 1251 al n° CXCV, del 1255.
Nel 1256, Valerano ed il fratello, Adolfo IV di Berg, sono garanti della pace tra Fiorenzo de Voogt, reggente della Contea d'Olanda e Margherita contessa delle Fiandre e contessa di Hainaut, come ci conferma il documento n° CXCVII della Histoire du Limbourg, vol VI: Codex diplomaticus Valkenburgensis..
Altri vari documenti della Histoire du Limbourg, vol VI: Codex diplomaticus Valkenburgensis. confermano le opere di Valerano agli anni seguenti.
Anche il documento n° 562 del Niederrheins Urkundenbuch, Band II, del 1266, ci informa di una donazione alla chiesa di Reichstein, di Valerano assieme alla moglie Giuditta.
In quel periodo, Valerano intervenne frequentemente nella diocesi di Colonia: il documento n CCXVI della Histoire du Limbourg, vol VI: Codex diplomaticus Valkenburgensis. ci informa che Valerano, nel 1268, fu fatto prigioniero dagli abitanti di Colonia.
Non si conosce la data esatta della morte di Valerano IV, che avvenne nel corso del 1279, in quanto un documento del mese di ottobre di quell'anno, cita come duca di Limburgo, la figlia, la duchessa Ermengarda, che quindi gli succedette, come conferma la Histoire du Limbourg, vol IV: Codex diplomaticus Dalemensis..

## Matrimoni e discendenza
Valerano aveva sposato, come confermato da vari documenti Giuditta di Cleves, figlia del Conte di Kleve, Teodorico IV e della sua seconda moglie, Edvige di Meissen e sorella del Conte di Kleve, Teodorico V, come viene confermato dal documento n° 783 del Niederrheins Urkundenbuch, Band II, del 1283.
Valerano da Giuditta ebbe una figlia:
- Ermengarda[18] (ca. 1250 – 1283), Duchessa di Limburgo, come da documento n° CCXLI della Histoire du Limbourg, vol VI: Codex diplomaticus Valkenburgensis., del 1279[17].

Dopo aver ripudiato la moglie Giuditta (dopo il 1270, non compare più in alcun documento; secondo la Histoire du Limbourg, vol IV: Codex diplomaticus Dalemensis., Giuditta era morta prima del 1276), Valerano, nel 1278, come testimonia la Cronica Principum Saxonie, si sposò in seconde nozze, con Cunegonda di Brandeburgo, che sempre secondo la Cronica Principum Saxonie, era figlia del margravio del Brandeburgo, Ottone III e di Beatrice di Boemia, figlia del re di Boemia, Venceslao I e della moglie, Cunegonda di Svevia. Cunegonda di Brandeburgo era al suo secondo matrimonio essendo vedova di Bela, Duca di Slavonia, figlio del Re d'Ungheria, Béla IV.
Valerano da Giuditta non ebbe figli:

## Ascendenza
|                          |                      |                           | Genitori                 |  |  | Nonni |  |  | Bisnonni               |  |  | Trisnonni             |  |
|                          |                      |                           |                          |  |  |       |  |  | Enrico III di Limburgo |  |  | Enrico II di Limburgo |  |
|                          |                      |                           |                          |  |  |       |  |  | Enrico III di Limburgo |  |  | Enrico II di Limburgo |  |
|                          |                      | Matilde di Saffenberg     |                          |  |  |       |  |  | Enrico III di Limburgo |  |  |                       |  |
| Valerano III di Limburgo |                      |                           |                          |  |  |       |  |  | Enrico III di Limburgo |  |  |                       |  |
|                          |                      | Sofia di Saarbrücken      | Simone I di Saarbrücken  |  |  |       |  |  |                        |  |  |                       |  |
|                          |                      | Sofia di Saarbrücken      | Simone I di Saarbrücken  |  |  |       |  |  |                        |  |  |                       |  |
|                          |                      | Sofia di Saarbrücken      | Matilde di Sponheim      |  |  |       |  |  |                        |  |  |                       |  |
| Enrico IV di Limburgo    |                      | Sofia di Saarbrücken      |                          |  |  |       |  |  |                        |  |  |                       |  |
|                          |                      | Federico I di Lorena      | Mattia I di Lorena       |  |  |       |  |  |                        |  |  |                       |  |
|                          |                      | Federico I di Lorena      | Mattia I di Lorena       |  |  |       |  |  |                        |  |  |                       |  |
|                          |                      | Federico I di Lorena      | Berta di Hohenstaufen    |  |  |       |  |  |                        |  |  |                       |  |
| Cunegonda di Lorena      |                      | Federico I di Lorena      |                          |  |  |       |  |  |                        |  |  |                       |  |
|                          |                      | Ludmilla di Polonia       | Miecislao III di Polonia |  |  |       |  |  |                        |  |  |                       |  |
|                          |                      | Ludmilla di Polonia       | Miecislao III di Polonia |  |  |       |  |  |                        |  |  |                       |  |
|                          |                      | Ludmilla di Polonia       | Eudocia di Kiev          |  |  |       |  |  |                        |  |  |                       |  |
| Valerano IV di Limburgo  |                      | Ludmilla di Polonia       |                          |  |  |       |  |  |                        |  |  |                       |  |
|                          | Engelberto I di Berg | Adolfo II di Berg         |                          |  |  |       |  |  |                        |  |  |                       |  |
|                          | Engelberto I di Berg | Adolfo II di Berg         |                          |  |  |       |  |  |                        |  |  |                       |  |
|                          | Engelberto I di Berg | Irmgarda di Schwarzenburg |                          |  |  |       |  |  |                        |  |  |                       |  |
| Adolfo III di Berg       | Engelberto I di Berg |                           |                          |  |  |       |  |  |                        |  |  |                       |  |
|                          |                      | Margherita di Gheldria    | Enrico I di Gheldria     |  |  |       |  |  |                        |  |  |                       |  |
|                          |                      | Margherita di Gheldria    | Enrico I di Gheldria     |  |  |       |  |  |                        |  |  |                       |  |
|                          |                      | Margherita di Gheldria    | Agnese d'Arnstein        |  |  |       |  |  |                        |  |  |                       |  |
| Ermengarda di Berg       |                      | Margherita di Gheldria    |                          |  |  |       |  |  |                        |  |  |                       |  |
|                          |                      | Enrico II di Sayn         | …                        |  |  |       |  |  |                        |  |  |                       |  |
|                          |                      | Enrico II di Sayn         | …                        |  |  |       |  |  |                        |  |  |                       |  |
|                          |                      | Enrico II di Sayn         | …                        |  |  |       |  |  |                        |  |  |                       |  |
| Berta di Sayn            |                      | Enrico II di Sayn         |                          |  |  |       |  |  |                        |  |  |                       |  |
|                          |                      | Agnese di Saffenberg      | …                        |  |  |       |  |  |                        |  |  |                       |  |
|                          |                      | Agnese di Saffenberg      | …                        |  |  |       |  |  |                        |  |  |                       |  |
|                          |                      | Agnese di Saffenberg      | …                        |  |  |       |  |  |                        |  |  |                       |  |
|                          |                      | Agnese di Saffenberg      |                          |  |  |       |  |  |                        |  |  |                       |  |

### Letteratura storiografica
- (LA)  Histoire du Limbourg, vol VI: Codex diplomaticus Valkenburgensis.
- (LA)  Histoire du Limbourg, vol VII: Annales Rodensis.
- (FR)  Histoire du Limbourg, vol III: Codex diplomaticus Dalemensis.
- (FR)  Histoire du Limbourg, vol IV: Codex diplomaticus Dalemensis.